# Урзикэ, Мариус
Мариус Даниэль Урзикэ (рум. Marius Daniel Urzică, родился 30 сентября 1975 в Топлице) — румынский гимнаст, выступавший на коне; чемпион Олимпийских игр-2000 в выступлениях на коне, дважды серебряный (1996 и 2004) и бронзовый (2000) призёр Олимпийских игр; трёхкратный чемпион мира и трёхкратный чемпион Европы. Первый и единственный румынский гимнаст, который выигрывал золотую олимпийскую медаль в истории мужской румынской спортивной гимнастике.

## Краткая биография
Урзикэ выступал с 1994 по 2005 годы, выиграв все свои награды преимущественно в выступлениях на коне. В 2000 году ему удалось завоевать золотую медаль на Олимпийских играх в Сиднее, в 1996 и 2004 годах он выигрывал на коне серебряную медаль на Олимпиадах, а в 2004 году в составе сборной завоевал бронзовую награду. Также в активе Урзикэе есть титулы чемпиона мира 1994, 2001 и 2002 годов в выступлениях на коне, титулы чемпиона Европы 1994, 2000 и 2002 годов на том же коне. 
В 2001 году он получил по старой системе судейства оценку в 10 баллов за выступление на Гран-при Глазго, опередив на полбалла ближайшего конкурента — выступавшего за Францию Дмитрия Карбаненко.  Благодаря своей технике и стилю выступления Урзикэ стал известен как один из лучших гимнастов, выступавших когда-либо на коне. Не раз сравнивался с такими гимнастами, как югослав Мирослав Церар или венгр Золтан Мадьяр; получил прозвище «Король коней». В его честь названы два элемента: один на коне и один на брусьях.
Урзикэ в 2005 году основал шоу «Romanian Golden Team», которое гастролировало и за границей. Участвовал как кандидат в выборах президента Федерации гимнастики Румынии, но уступил Адриану Стойке. В настоящее время работает тренером. 

## Награды
- Командор национального ордена «За заслуги» (2000 год)[5][6].
- Орден «За спортивные заслуги» I степени (2008 год)[7].
- Орден «За спортивные заслуги» II степени II типа (2004 год)[8].
- Орден «За спортивные заслуги» III степени I типа (2004 год)[9].
- Почётный гражданин Бухареста (2000 год)[10].